# Pseudolaelia dutrae
Pseudolaelia dutrae är en orkidéart som beskrevs av Augusto Ruschi. 
Pseudolaelia dutrae ingår i släktet Pseudolaelia och familjen orkidéer. Inga underarter finns listade i Catalogue of Life.